# Кордеро, Себастьян
Себастья́н Корде́ро (исп. Sebastián Cordero; род. 23 мая 1972, Кито) — эквадорский кинорежиссёр и сценарист.

## Биография
Стал мечтать о кино с 9 лет, увидев фильм Стивена Спилберга Индиана Джонс: В поисках утраченного ковчега. Учился режиссуре и сценарному искусству в Университете Южной Калифорнии. Его фильмы были показаны на крупнейших кинофестивалях, получили ряд премий.

## Фильмография
- 1999: «Грызуны»/ Ratas, ratones, rateros (номинация на премию Гойя за лучший зарубежный фильм на испанском языке, номинация на Серебряного Ариэля за лучший латиноамериканский фильм, почетное упоминание на КФ в Боготе)
- 2004: «Хроники»/ Crónicas, с Джоном Легуизамо (номинация на Серебряного Ариэля за лучший сценарий и лучший фильм, премия за лучший сценарий и лучший фильм на МКФ в Гвадалахаре, премия критики на Фестивале латиноамериканского кино в Лиме, премия фестиваля Санденс)
- 2009: «Ярость»/ Rabia, продюсер — Гильермо дель Торо (специальная премия жюри на МКФ в Токио; «Золотая биснага» Малагского кинофестиваля)
- 2013: «Европа»